# Hayward, Missouri
Hayward är en ort i Pemiscot County i delstaten Missouri, USA.